# Microplitis pellucidus
Microplitis pellucidus är en stekelart som beskrevs av Telenga 1955. Microplitis pellucidus ingår i släktet Microplitis och familjen bracksteklar. Inga underarter finns listade i Catalogue of Life.